# DS 6
La DS 6 è un'autovettura SUV di fascia media prodotta dal 2014 al 2020 dalla Casa francese DS.

## Storia e profilo
Si tratta del secondo modello commercializzato con il marchio DS, dopo la DS 5LS. Come quest'ultima, la commercializzazione è stata limitata al mercato cinese e ad alcune zone limitrofe. 

### Prologo: la Wild Rubis

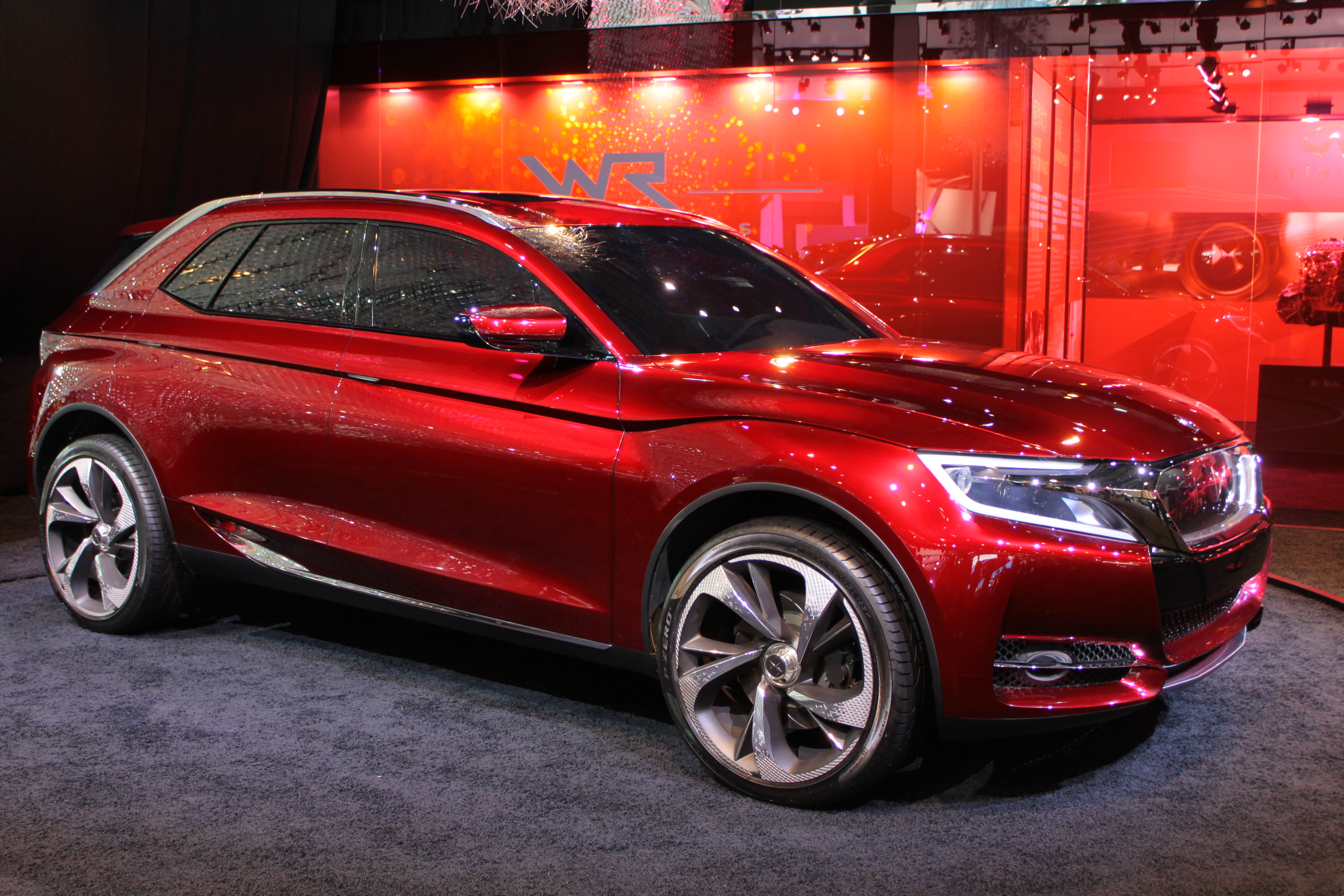
La Citroën DS Wild Rubis

Si era cominciato a parlare di un SUV con marchio DS già nel 2013, quando tale marchio ancora non era stato registrato, ma del quale già si sapeva della sua imminente emancipazione dal marchio Citroën, di cui fino a quel momento aveva costituito solo una sorta di "gamma nella gamma". Fu infatti nel 2013, al Salone di Shanghai, che fu svelata una concept denominata DS Wild Rubis. Di dimensioni più imponenti rispetto alla DS 6 di serie, la Wild Rubis era lunga 15 cm in più ed è stata oltretutto la prima vettura in assoluto a fregiarsi del logo DS (la DS 5LS, berlina destinata anch'essa al mercato cinese, è stata invece la prima DS di serie). La Wild Rubis era una concept ibrida plug-in spinta da un 1.6 turbo derivato dalla famiglia dei noti motori Prince montati un po' in tutte le gamme Peugeot e Citroën da diversi anni. Tale propulsore, della potenza massima di 225 CV, era accoppiato a un motore elettrico da 70 CV di potenza massima, per un'erogazione massima totale di 295 CV. Il motore elettrico era alimentato mediante un pacco batterie agli ioni di litio e agiva sul retrotreno. La trazione era integrale, ma senza albero di trasmissione, poiché l'attivazione del motore elettrico era gestita dall'elettronica di bordo, anche se era possibile anche l'attivazione mediante comando manuale da parte del conducente. Per saggiare anche le impressioni del pubblico europeo, la Wild Rubis fu presentata nel mese di settembre del 2013 anche al Salone di Francoforte. Le impressioni furono positive, tuttavia il direttore generale della Citroën, Frederic Banzet, dichiarò in tale occasione che il modello definitivo derivato dalla Wild Rubis non sarebbe stato previsto per il mercato europeo, ma sarebbe stato limitato al solo mercato cinese. Ma il capo designer DS, Thierry Métroz, ebbe dichiarato più o meno nello stesso periodo che vi poteva essere la possibilità per un arrivo anche in Europa del modello definitivo.

### La DS 6 definitiva

#### Debutto

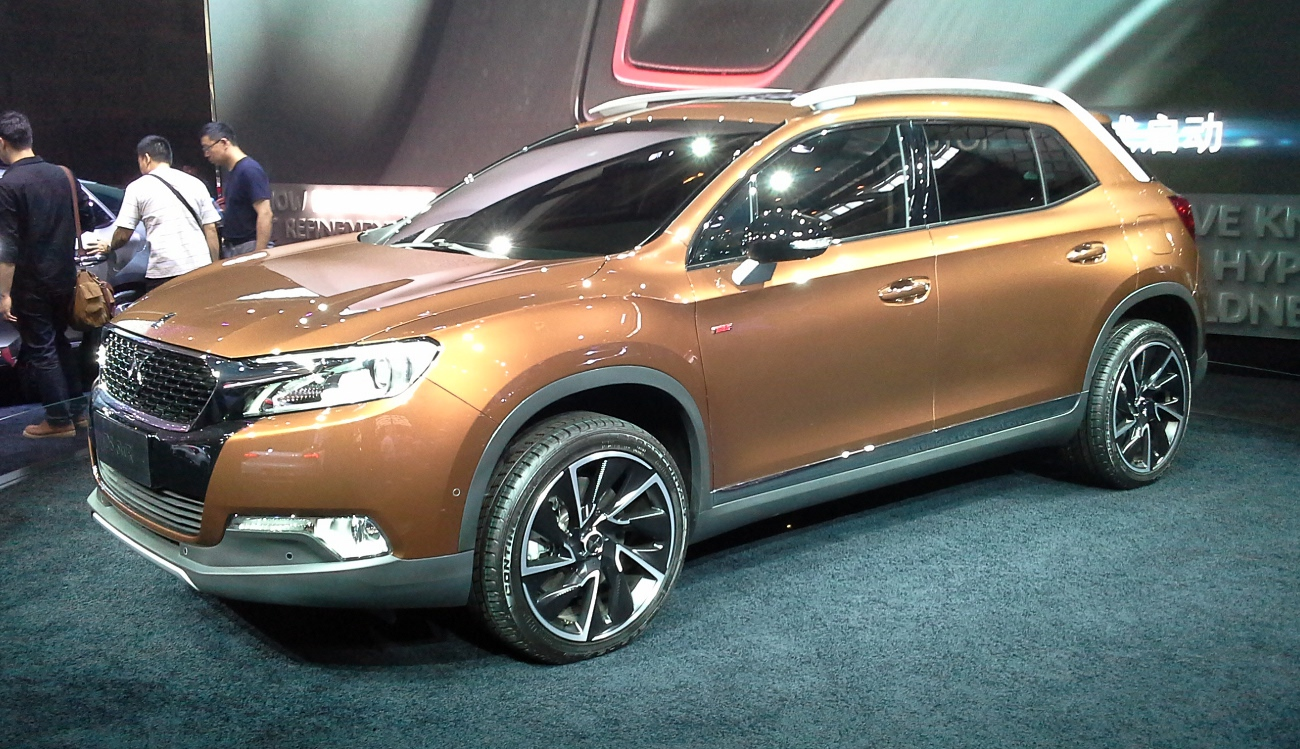
La DS 6WR a Pechino

In ogni caso in consensi furono pressoché unanimi, per cui si giunse presto alla produzione di serie, anche se il corpo vettura del modello finale risultava leggermente più compatto rispetto alla concept. Nel frattempo la stampa specializzata si era buttata a pesce per seguire l'evoluzione del progetto relativo al nuovo SUV del gruppo PSA. Inizialmente si ipotizzarono denominazioni come DS7 o DSX 7 o DS-X. Ma le congetture sulla denominazione definitiva sono state smentite nella primavera dell'anno seguente, quando è stata presentata la versione definitiva, il 20 aprile 2014 al Salone di Pechino, con il nome di DS 6WR, dove le due lettere finali erano le iniziali di Wild Rubis. La commercializzazione fu avviata il 24 settembre dello stesso anno.

#### Caratteristiche
Come la DS 5LS svelata al pubblico quasi in contemporanea, anche la DS 6 usufruisce del nuovo corso stilistico riservato al neonato marchio DS. Anche in questo modello sono quindi riconoscibili alcuni tratti già incontrati nella berlina, come il frontale dalla calandra esagonale recante il logo DS al centro e con i gruppi ottici solcati dai "baffi" cromati denominati "DS Wings". Lo scudo paraurti è più massiccio e nella parte bassa è in tinta differenziata rispetto alla verniciatura del resto della carrozzeria. La fiancata mostra una linea di cintura alta, quindi con superfici vetrate piuttosto ridotte in altezza. Una delle caratteristiche più peculiari è data dal disegno delle barre portatutto sul tetto, che si prolungano fino a correre lungo i montanti posteriori fino alla base del lunotto posteriore. La parte posteriore è invece caratterizzata dal portellone con la battuta incassata rispetto alla linea del paraurti, dai grandi gruppi ottici a sviluppo orizzontale e dalla presenza di un piccolo spoiler sopra il tetto.
La DS 6, come la berlina DS 5LS, anch'essa destinata quasi esclusivamente al mercato cinese, nasce sulla base meccanica delle vetture di segmento C del gruppo PSA (Peugeot 308, C4, ecc). In particolare, le affinità dal punto di vista tecnico si hanno con la Peugeot 3008, della quale riprende la soluzione del dispositivo Grip Control, ossia un'evoluzione del classico controllo di trazione che consente di affrontare fondi stradali più insidiosi nonostante anche la DS 6 sia solamente a trazione anteriore.
Al suo debutto, la DS 6 è prevista solamente con il 1.6 Prince sovralimentato mediante turbocompressore, e in due livelli di potenza, 167 e 200 CV. Una sola la tipologia di cambio disponibile, ossia un automatico a 6 rapporti.

### Carriera commerciale
La carriera commerciale della DS 6 si compose di poche tappe significative: nel settembre del 2015 il più potente fra i motori 1.6, ossia quello da 200 CV, venne sostituito da un 1.8 turbo da 204 CV, che rimase in produzione per due anni: scomparve infatti dai listini già nell'ottobre 2017. A quel punto la gamma si compose di due motorizzazioni, vale a dire il 1.6 da 167 CV e il 1.8 da 204 CV. Entrambe queste motorizzazioni vennero sostituite in blocco nel 2019 da un 1.6 della potenza di 177 CV. Tale versione fu l'unica a rappresentare la gamma della DS 6, che uscì definitivamente di listino nel giugno del 2020.

### Riepilogo caratteristiche
Di seguito vengono riepilogate le caratteristiche relative alle varie versioni costituenti la gamma della DS 6 in Cina:
| DS 6 (dal 2014) |                       |           |                |                                      |                |                |                       |                    |              |                     |                    |
| Modello         | Commercia- lizzazione | Motore    | Cilindrata cm3 | Alimentazione                        | Potenza CV/rpm | Coppia Nm/rpm  | Cambio/ N°rapporti    | Massa a vuoto (kg) | Velocità max | Acceler. 0-100 km/h | Consumo (l/100 km) |
| 1.6 THP 160     | 03/2014-04/2019       | EP6FDT    | 1598           | Iniezione diretta + turbocompressore | 167/6000       | 240/ 1400-4000 | Automatico 6 rapporti | 1.525              | 195          | 9"5                 | 6.7                |
| 35 THP          | 04/2019-06/2020       | EP6FADTXd | 1598           | Iniezione diretta + turbocompressore | 177/6000       | 260/ 2000-3500 | Automatico 6 rapporti | 1.540              | 200          | 9"3                 | 6,6                |
| 1.6 THP 200     | 03/2014-09/2015       | EP6CDTX   | 1598           | Iniezione diretta + turbocompressore | 200/5800       | 275/ 1700-4000 | Automatico 6 rapporti | 1.540              | 210          | 8"4                 | 7.4                |
| 1.8 THP 200     | 09/2015-10/2017       | EP8FDT    | 1751           | Iniezione diretta + turbocompressore | 204/5500       | 280/ 1400-4000 | Automatico 6 rapporti | 1.540              | 210          | 8"7                 | 6,6                |